# Team Chile
El Team Chile es la marca creada en 2014 por el Comité Olímpico de Chile (COCh) que se utiliza en competencias internacionales donde participan deportistas de sus federaciones afiliadas. Está presente en campeonatos específicos de cada disciplina (sudamericanos, panamericanos, copas del mundo y mundiales) o en citas multideportivas dentro del ciclo olímpico como los Juegos Bolivarianos, Juegos Suramericanos, Juegos Panamericanos y Juegos Olímpicos. También se aplica a las modalidades de invierno, juvenil y máster.

## Historia

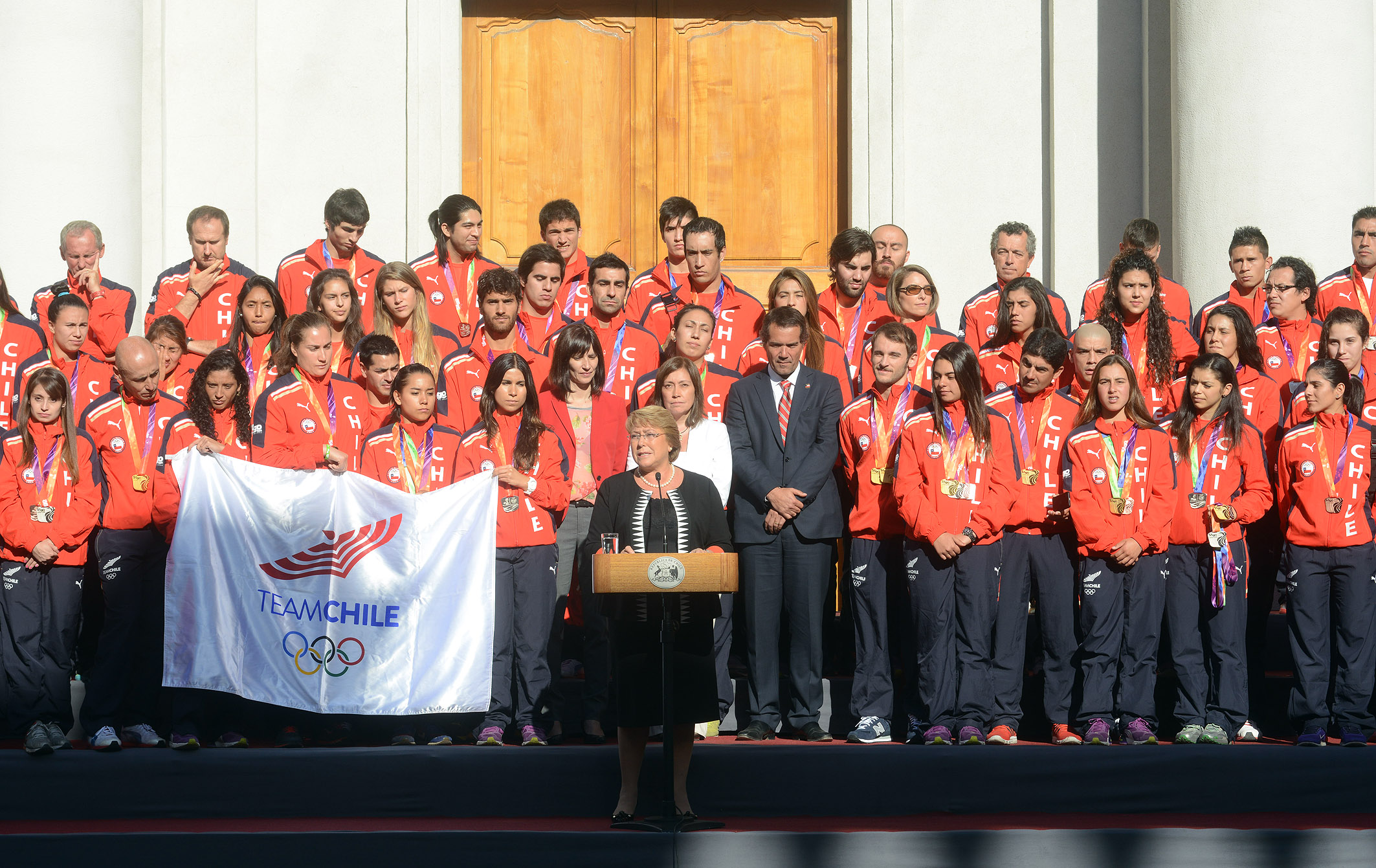
Recibimiento del Team Chile en el Palacio de La Moneda tras los Juegos Suramericanos de 2014. Se muestra el logo del Team Chile con la silueta roja de un cóndor junto a los anillos olímpicos.

El 16 de enero de 2014 se lanzó públicamente la iniciativa Team Chile que buscaba crear la "selección chilena de todos los deportes", esto se realizó pocos meses previo a los X Juegos Suramericanos de 2014, con sede en la capital del país. La idea se inspiró en otras grandes potencias deportivas como Estados Unidos, Gran Bretaña, Brasil y Corea del Sur cuyos deportistas competían como un solo equipo único. Para reforzar la idea de un único equipo, a partir de ese momento, todos los deportistas que representen al Team Chile utilizan una misma indumentaria y el logo representativo del team, un cóndor. Además, de entre todos los deportistas se eligen "una capitana y un capitán".
En la presentación estuvieron presentes diversos deportistas y dirigentes del deporte chileno. Neven Ilic, presidente del Comité Olímpico de Chile, mencionó que uno de los objetivos fue "buscar un sentido de pertenencia de todos los chilenos y convocar a los deportistas para que se sientan parte de este proyecto, participen como un solo equipo y que se apoyen entre ellos". Mientras la tiradora de la modalidad skeet, Francisca Crovetto, recalcó la importancia de un ente que agrupara los deportistas olímpicos al plantear que "sentíamos que faltaba algo que congregara a las 39 disciplinas que son parte del ciclo olímpico y Team Chile viene a llenar ese vacío".

## Capitanes
Desde la creación del Team Chile, por medio de una votación de los mismos deportistas, se han elegido capitanes que representan a todos quienes participan en las competencias deportivas donde está presente el Team Chile. Previo a la participación en Santiago 2014, se presentaron los primeros capitanes que correspondieron a Francisca Crovetto, tiradora en modalidad skeet y Juan Carlos Garrido, pesista paralímpico.

## Socios
Después de los Juegos Sudamericanos de 2014, se lanzó la segunda etapa del proyecto que consistió en que personas pudieran hacerse socios del Team Chile para apoyar económicamente a los deportistas, esto buscaba mejorar las condiciones de vida, preparación y resultados a nivel internacional. A su vez, los socios recibirían retribuciones como indumentaria deportiva, descuentos en tiendas relacionadas con la disciplina, participación en clínicas con deportistas destacados y la posibilidad de asistir a eventos deportivos nacionales e internacionales. Previo a los Juegos Olímpicos de 2016, la iniciativa cumplió la meta de 1000 socios, lo que significaba 150 millones de pesos anuales para financiar los deportes olímpicos, las becas ADO+ y otras actividades. Actualmente, existen seis categorías con diferentes montos mensuales donde el socio puede seleccionar si el 50% de su aporte se destina a un deporte en específico.

## Mascota

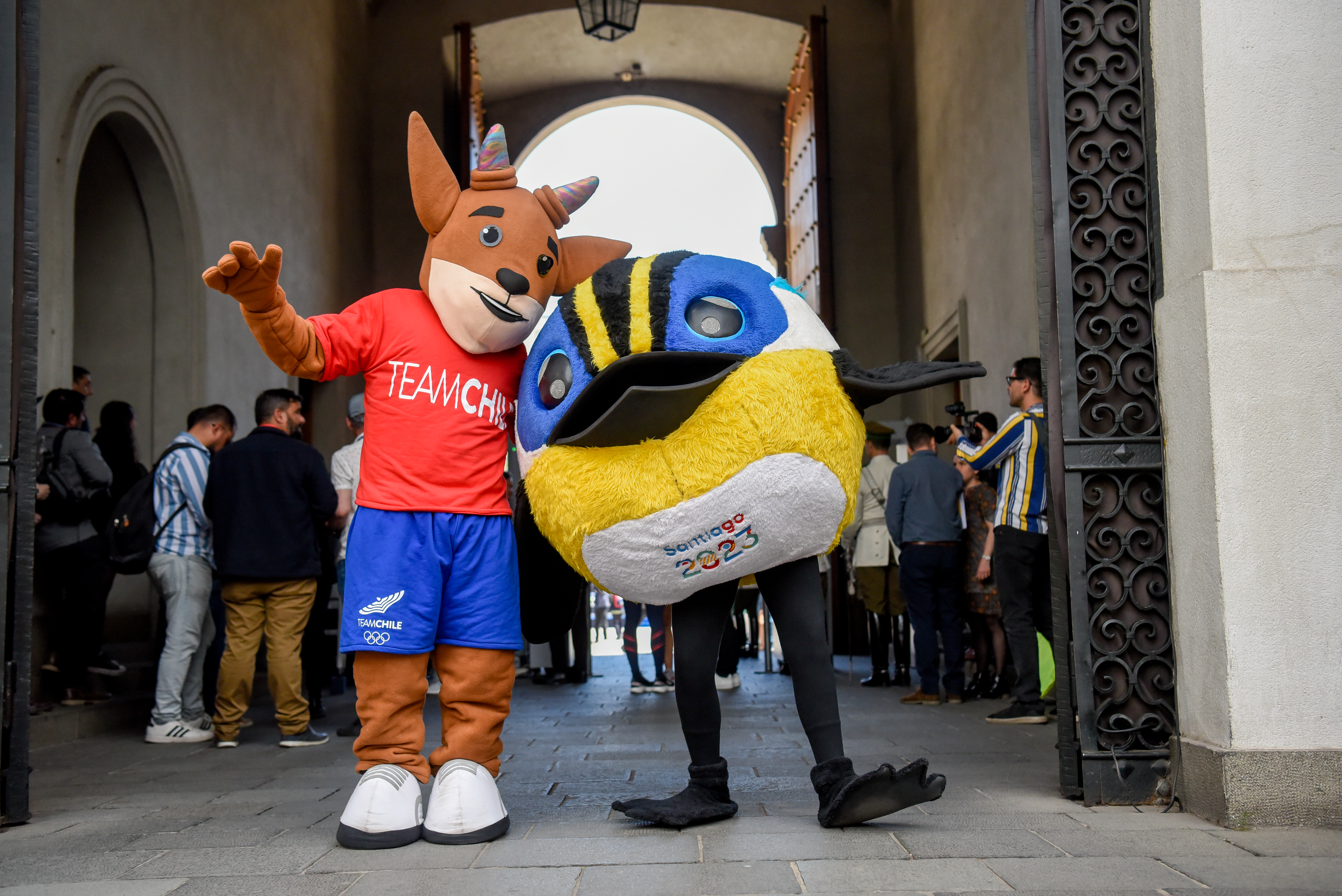
Dupu junto a Fiu.

En junio de 2021, previo a los Juegos Olímpicos de Tokio 2020, se presentó la mascota oficial del Team Chile, «Dupu», que es un pudú mágico que "ama el deporte y es el fanático número uno del Team Chile". Busca dar a conocer todas las disciplinas que forman parte de los megaeventos del ciclo olímpico y difundir los valores del olimpismo, fomentando la práctica deportiva entre niños, niñas y jóvenes.